# Conspicuous Gallantry Cross

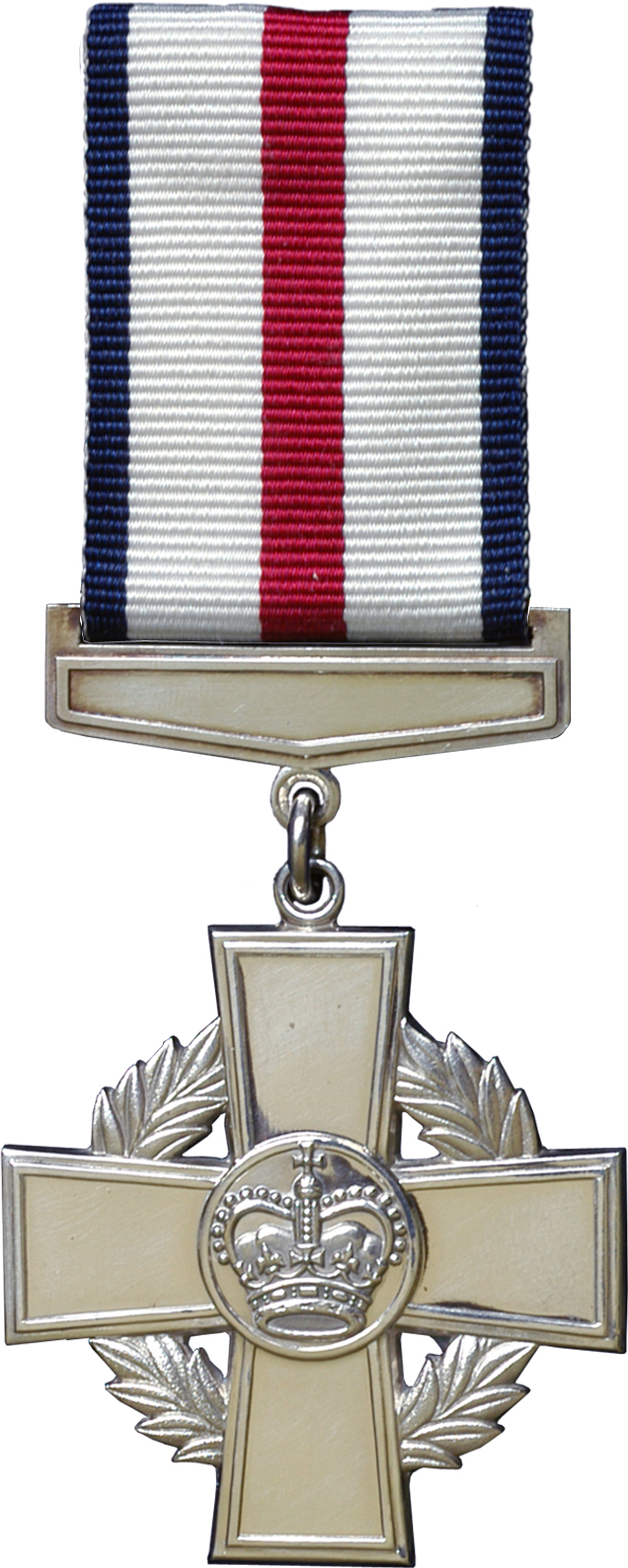
Das Conspicuous Gallantry Cross

Das Conspicuous Gallantry Cross (CGC) ist die zweithöchste militärische Tapferkeitsauszeichnung der Streitkräfte des Vereinigten Königreichs nach dem Victoria-Kreuz.
Es wurde 1993 im Zuge einer Untersuchung des britischen Ordenssystems  ins Leben gerufen, um die vom Rang abhängigen  Auszeichnungen zu ersetzen. Das Conspicuous Gallantry Cross ersetzte die Distinguished Conduct Medal (British Army), die Conspicuous Gallantry Medal (Royal Air Force und Royal Navy) sowie den Distinguished Service Order in seiner Rolle als Tapferkeitsauszeichnung für Offiziere.
Das Conspicuous Gallantry Cross dient jetzt als einheitliche, zweithöchste Auszeichnung der gesamten britischen Streitkräfte. Es wird „in Anerkennung eines oder mehrerer Akte herausragender Tapferkeit während eines Kampfeinsatzes“ verliehen und kann auch postum verliehen werden. Empfänger dürfen ihrem Namen die „postnominals“ CGC hinzufügen. Für wiederholte Verleihungen werden Spangen vergeben, die am Ordensband angebracht werden.
Hervorragende tapfere Leistungen britischer Soldaten, die für eine Verleihung des Conspicuous Gallantry Cross nicht ausreichen, werden in der Marine mit dem Distinguished Service Cross, im Heer mit dem Military Cross und in der Luftwaffe mit dem Distinguished Flying Cross gewürdigt.